# Roman Mählich
Roman Mählich (Wiener Neustadt, 17 settembre 1971) è un allenatore di calcio ed ex calciatore austriaco, di ruolo centrocampista.

## Palmarès

### Giocatore

#### Competizioni nazionali
- Campionato austriaco: 2

Sturm Graz: 1997-1998, 1998-1999
- Coppa d'Austria: 4

Sturm Graz: 1995-1996, 1996-1997, 1998-1999
Austria Vienna: 2004-2005
- Supercoppa d'Austria: 4

Sturm Graz: 1996, 1998, 1999
Austria Vienna: 2004